# Étienne Jodelle
Étienne Jodelle (ur. w 1532 w Paryżu, zm. w lipcu 1573 tamże) – francuski poeta i dramaturg. Członek Plejady.

## Życiorys
Urodził się w 1532 roku w Paryżu. Związał się ze środowiskiem plejady, starając się stworzyć dramat klasyczny, który pod każdym względem byłby odmienny od moralności i tajemnic, zajmujących wówczas scenę francuską. Udało mu się stworzyć pierwszą współczesną francuską tragikomedię. Jego pierwsza sztuka Kleopatra w niewoli, została wystawiona przed sądem w Reims w 1552 roku, gdzie główne role zagrali: sam Jodelle oraz jego przyjaciele Rémy Belleau oraz Jean Bastier de La Péruse. Na cześć sukcesu wyprawiono festyn w Arcueil, odbyła się procesja na czele z kozłem, niosącym wianek z kwiatami. Przeciwnicy ronsardystów zarzucili Jodelle’owi powrót do pogańskich zwyczajów. Jodelle był także autorem komedii Eugène i tragedii Didon se sacrifiant. Zmarł w lipcu 1573 roku w Paryżu.